# Charleston Open
Il Charleston Open, conosciuto come Credit One Charleston Open, prima ancora come Volvo Car Open e in precedenza come Family Circle Cup per motivi di sponsorizzazione, è un torneo di tennis femminile del WTA Tour nato nel 1973.  A partire dal 2001 il torneo si gioca sulla terra verde del Daniel Island Tennis Center a Charleston nella Carolina del Sud. Dal 1973 al 2000, il torneo si è giocato a Sea Pines Plantation sulla Hilton Head Island ad eccezione del 1975 e 1976 quando si è giocato ad Amelia Island nella costa della Florida. Dopo essere stato un evento del Tier I dal 1990 al 2008, dal 2009 al 2020 ha fatto parte della categoria Premier, mentre dal 2021 è entrato a far parte della categoria WTA 500. Dall'anno seguente è stato votato tre volte come miglior torneo della sua categoria.

## Storia

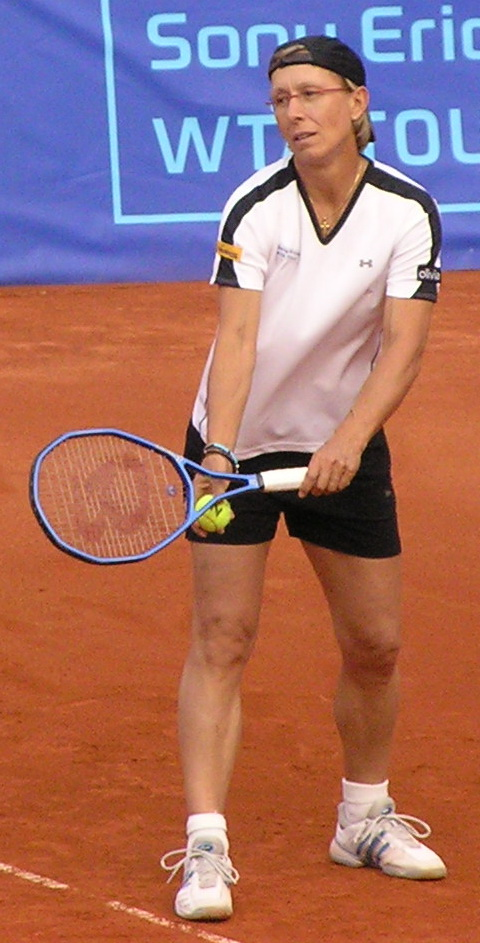
Martina Navrátilová, vincitrice di 4 singolari e 7 doppi

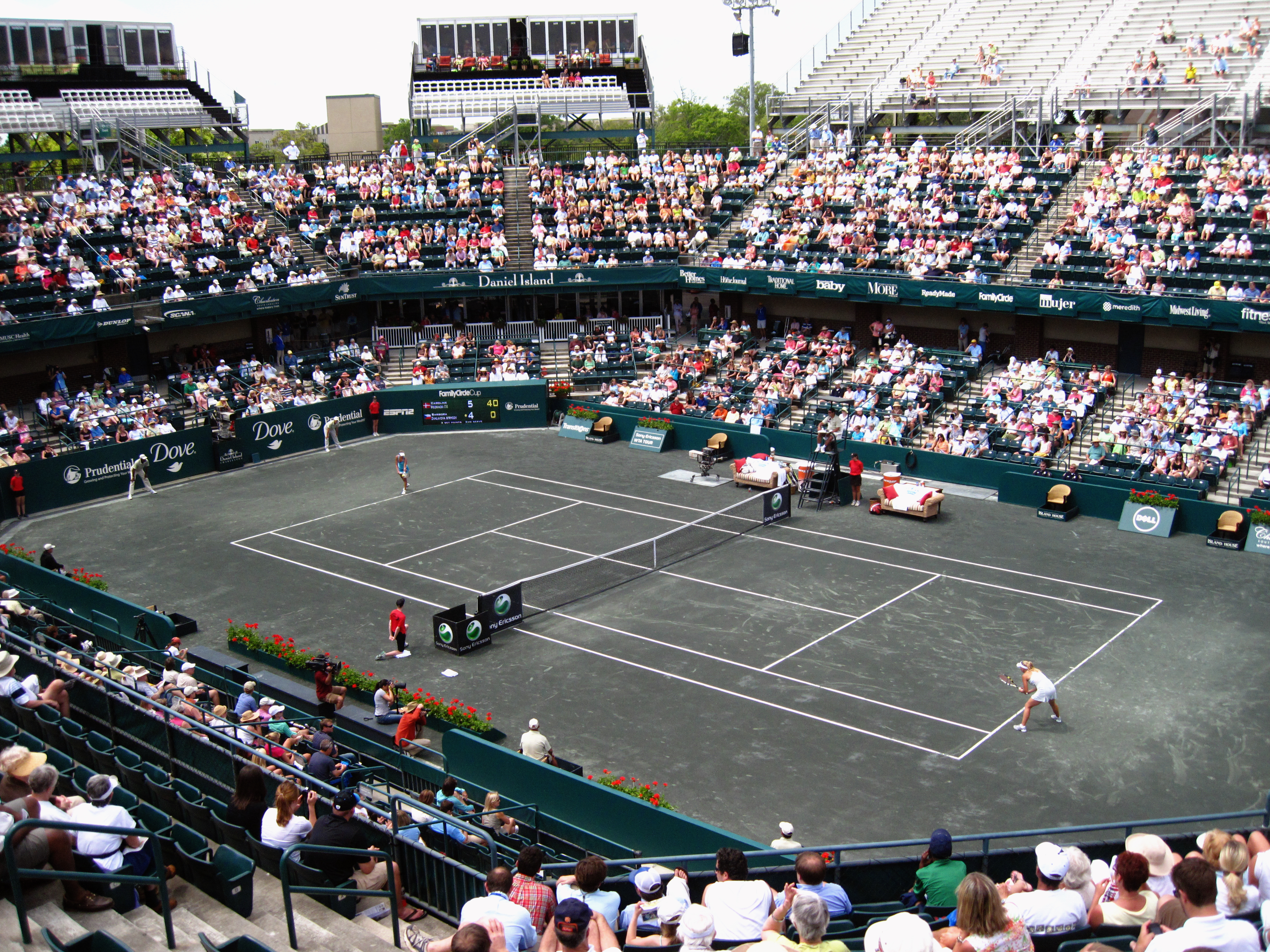
Barbora Strýcová serve contro Caroline Wozniacki durante l'edizione 2010 del torneo

La Family Circle Cup è stata disputata per la prima volta a Hilton Head nel 1973. Dal 2001 la sede è stata spostata a Charleston. Nel 2020 gli ufficiali del torneo hanno riprogrammato il torneo da aprile a giugno e hanno cambiato il formato in un formato in stile Laver Cup all-star con 16 giocatori come parte del riavvio dello sport dopo il blocco della pandemia di COVID-19. Il Credit One Bank Invitational faceva parte del Re(Open) Tour di Tennis Channel. Inoltre il torneo del 2021 prevedeva due tornei in settimane consecutive per recuperare gli eventi persi.

## Albo d'oro

### Singolare
| Anno | Categoria                          | Vincitrice                         | Finalista                          | Punteggio                          |
| ---- | ---------------------------------- | ---------------------------------- | ---------------------------------- | ---------------------------------- |
| 1973 | WTA Tour                           | Rosemary Casals                    | Nancy Richey Gunter                | 3–6, 6–1, 7–5                      |
| 1974 | WTA Tour                           | Chris Evert (1)                    | Kerry Melville Reid                | 6–1, 6–3                           |
| 1975 | WTA Tour                           | Chris Evert (2)                    | Martina Navrátilová                | 7–5, 6–4                           |
| 1976 | WTA Tour                           | Chris Evert (3)                    | Kerry Melville Reid                | 6–2, 6–2                           |
| 1977 | WTA Tour                           | Chris Evert (4)                    | Billie Jean King                   | 6–0, 6–1                           |
| 1978 | WTA Tour                           | Chris Evert (5)                    | Kerry Melville Reid                | 6–2, 6–0                           |
| 1979 | WTA Tour                           | Tracy Austin (1)                   | Kerry Melville Reid                | 7–6(3), 7–6(7)                     |
| 1980 | WTA Tour                           | Tracy Austin (2)                   | Regina Maršíková                   | 3–6, 6–1, 6–0                      |
| 1981 | WTA Tour                           | Chris Evert (6)                    | Pam Shriver                        | 6–3, 6–2                           |
| 1982 | WTA Tour                           | Martina Navrátilová (1)            | Andrea Jaeger                      | 6–4, 6–2                           |
| 1983 | WTA Tour                           | Martina Navrátilová (2)            | Tracy Austin                       | 5–7, 6–1, 6–0                      |
| 1984 | WTA Tour                           | Chris Evert (7)                    | Claudia Kohde Kilsch               | 6–2, 6–3                           |
| 1985 | WTA Tour                           | Chris Evert (8)                    | Gabriela Sabatini                  | 6–4, 6–0                           |
| 1986 | WTA Tour                           | Steffi Graf (1)                    | Chris Evert                        | 6–4, 7–5                           |
| 1987 | WTA Tour                           | Steffi Graf (2)                    | Manuela Maleeva Fragniere          | 6–2, 4–6, 6–3                      |
| 1988 | Tier II                            | Martina Navrátilová (3)            | Gabriela Sabatini                  | 6–1, 4–6, 6–4                      |
| 1989 | Tier II                            | Steffi Graf (3)                    | Nataša Zvereva                     | 6–1, 6–1                           |
| 1990 | Tier I                             | Martina Navrátilová (4)            | Jennifer Capriati                  | 6–2, 6–4                           |
| 1991 | Tier I                             | Gabriela Sabatini (1)              | Leila Meskhi                       | 6–1, 6–1                           |
| 1992 | Tier I                             | Gabriela Sabatini (2)              | Conchita Martínez                  | 6–1, 6–4                           |
| 1993 | Tier I                             | Steffi Graf (4)                    | Arantxa Sánchez Vicario            | 7–6(8), 6–1                        |
| 1994 | Tier I                             | Conchita Martínez (1)              | Nataša Zvereva                     | 6–4, 6–0                           |
| 1995 | Tier I                             | Conchita Martínez (2)              | Magdalena Maleeva                  | 6–1, 6–1                           |
| 1996 | Tier I                             | Arantxa Sánchez Vicario            | Barbara Paulus                     | 6–2, 2–6, 6–2                      |
| 1997 | Tier I                             | Martina Hingis (1)                 | Monica Seles                       | 3–6, 6–3, 7–6(5)                   |
| 1998 | Tier I                             | Amanda Coetzer                     | Irina Spîrlea                      | 6–3, 6–4                           |
| 1999 | Tier I                             | Martina Hingis (2)                 | Anna Kurnikova                     | 6–4, 6–3                           |
| 2000 | Tier I                             | Mary Pierce                        | Arantxa Sánchez Vicario            | 6–1, 6–0                           |
| 2001 | Tier I                             | Jennifer Capriati                  | Martina Hingis                     | 6–0, 4–6, 6–4                      |
| 2002 | Tier I                             | Iva Majoli                         | Patty Schnyder                     | 7–6(5), 6–4                        |
| 2003 | Tier I                             | Justine Henin (1)                  | Serena Williams                    | 6–3, 6–4                           |
| 2004 | Tier I                             | Venus Williams                     | Conchita Martínez                  | 2–6, 6–2, 6–1                      |
| 2005 | Tier I                             | Justine Henin (2)                  | Elena Dement'eva                   | 7–5, 6–4                           |
| 2006 | Tier I                             | Nadia Petrova                      | Patty Schnyder                     | 6–3, 4–6, 6–1                      |
| 2007 | Tier I                             | Jelena Janković                    | Dinara Safina                      | 6–2, 6–2                           |
| 2008 | Tier I                             | Serena Williams (1)                | Vera Zvonarëva                     | 6–4, 3–6, 6–3                      |
| 2009 | Premier                            | Sabine Lisicki                     | Caroline Wozniacki                 | 6–2, 6–4                           |
| 2010 | Premier                            | Samantha Stosur                    | Vera Zvonarëva                     | 6–0, 6–3                           |
| 2011 | Premier                            | Caroline Wozniacki                 | Elena Vesnina                      | 6–2, 6–3                           |
| 2012 | Premier                            | Serena Williams (2)                | Lucie Šafářová                     | 6–0, 6–1                           |
| 2013 | Premier                            | Serena Williams (3)                | Jelena Janković                    | 3–6, 6–0, 6–2                      |
| 2014 | Premier                            | Andrea Petković                    | Jana Čepelová                      | 7–5, 6–2                           |
| 2015 | Premier                            | Angelique Kerber                   | Madison Keys                       | 6–2, 4–6, 7–5                      |
| 2016 | Premier                            | Sloane Stephens                    | Elena Vesnina                      | 7–6(4), 6–2                        |
| 2017 | Premier                            | Dar'ja Kasatkina                   | Jeļena Ostapenko                   | 6–3, 6–1                           |
| 2018 | Premier                            | Kiki Bertens                       | Julia Görges                       | 6–2, 6–1                           |
| 2019 | Premier                            | Madison Keys                       | Caroline Wozniacki                 | 7–6(5), 6–3                        |
| 2020 | Sostituita da un torneo a squadre. | Sostituita da un torneo a squadre. | Sostituita da un torneo a squadre. | Sostituita da un torneo a squadre. |
| 2021 | WTA 500                            | Veronika Kudermetova               | Danka Kovinić                      | 6–4, 6–2                           |
| 2022 | WTA 500                            | Belinda Bencic                     | Ons Jabeur                         | 6–1, 5–7, 6–4                      |
| 2023 | WTA 500                            | Ons Jabeur                         | Belinda Bencic                     | 7–6(6), 6–4                        |
| 2024 | WTA 500                            | Danielle Collins                   | Dar'ja Kasatkina                   | 6–2, 6–1                           |
| 2025 | WTA 500                            | Jessica Pegula                     | Sofia Kenin                        | 6–3, 7–5                           |

### Doppio
| Anno | Categorie                          | Vincitrici                                          | Finaliste                                  | Punteggio                          |
| ---- | ---------------------------------- | --------------------------------------------------- | ------------------------------------------ | ---------------------------------- |
| 1973 | WTA Tour                           | Françoise Dürr Betty Stöve                          | Rosemary Casals Billie Jean King           | 3–6, 6–4, 6–3                      |
| 1974 | WTA Tour                           | Rosemary Casals (1) Ol'ga Vasil'evna Morozova       | Helen Gourlay Cawley Karen Krantzcke       | 6–2, 6–1                           |
| 1975 | WTA Tour                           | Evonne Goolagong Cawley Virginia Wade               | Rosemary Casals Ol'ga Vasil'evna Morozova  | 4–6, 6–4, 6–2                      |
| 1976 | WTA Tour                           | Ilana Kloss Linky Boshoff                           | Kathy Kuykendall Valerie Ziegenfuss        | 6–3, 6–2                           |
| 1977 | WTA Tour                           | Rosemary Casals (2) Chris Evert                     | Françoise Dürr Virginia Wade               | 1–6, 6–2, 6–3                      |
| 1978 | WTA Tour                           | Billie Jean King Martina Navrátilová (1)            | Mona Anne Schallau-Guerrant Greer Stevens  | 6–3, 7–5                           |
| 1979 | WTA Tour                           | Rosemary Casals (3) Martina Navrátilová (2)         | Françoise Dürr Betty Stöve                 | 6–4, 7–5                           |
| 1980 | WTA Tour                           | Kathy Jordan Anne Smith                             | Candy Reynolds Paula Smith                 | 6–2, 6–1                           |
| 1981 | WTA Tour                           | Rosemary Casals (4) Wendy Turnbull                  | Mima Jaušovec Pam Shriver                  | 7–5, 7–5                           |
| 1982 | WTA Tour                           | Martina Navrátilová (3) Pam Shriver (1)             | JoAnne Russell Virginia Ruzici             | 6–1, 6–2                           |
| 1983 | WTA Tour                           | Martina Navrátilová (4) Candy Reynolds              | Andrea Jaeger Paula Smith                  | 6–2, 6–3                           |
| 1984 | WTA Tour                           | Claudia Kohde Kilsch Hana Mandlíková                | Anne Hobbs Sharon Walsh                    | 7–5, 6–2                           |
| 1985 | WTA Tour                           | Rosalyn Fairbank Pam Shriver (2)                    | Svetlana Černeva Larisa Neiland            | 6–4, 6–1                           |
| 1986 | WTA Tour                           | Chris Evert (2) Anne White                          | Steffi Graf Catherine Tanvier              | 6–3, 6–3                           |
| 1987 | WTA Tour                           | Mercedes Paz Eva Pfaff                              | Zina Garrison Lori McNeil                  | 7–6(6), 7–5                        |
| 1988 | Tier II                            | Lori McNeil (1) Martina Navrátilová (5)             | Claudia Kohde Kilsch Gabriela Sabatini     | 6–2, 2–6, 6–3                      |
| 1989 | Tier II                            | Hana Mandlíková Martina Navrátilová (6)             | Mary Lou Daniels Wendy White               | 6–4, 6–1                           |
| 1990 | Tier I                             | Martina Navrátilová (7) Arantxa Sánchez Vicario (1) | Mercedes Paz Nataša Zvereva                | 6–2, 6–2                           |
| 1991 | Tier I                             | Claudia Kohde Kilsch (2) Nataša Zvereva (1)         | Mary Lou Daniels Lise Gregory              | 6–4, 6–0                           |
| 1992 | Tier I                             | Arantxa Sánchez Vicario (2) Nataša Zvereva (2)      | Larisa Neiland-Neiland Jana Novotná        | 6–4, 6–2                           |
| 1993 | Tier I                             | Gigi Fernández Nataša Zvereva (3)                   | Katrina Adams Manon Bollegraf              | 6–3, 6–1                           |
| 1994 | Tier I                             | Lori McNeil (2) Arantxa Sánchez Vicario (3)         | Gigi Fernández Nataša Zvereva              | 6–4, 4–1 rit.                      |
| 1995 | Tier I                             | Nicole Arendt Manon Bollegraf                       | Gigi Fernández Nataša Zvereva              | 0–6, 6–3, 6–4                      |
| 1996 | Tier I                             | Jana Novotná (1) Arantxa Sánchez Vicario (4)        | Gigi Fernández Mary Joe Fernández          | 6–2, 6–3                           |
| 1997 | Tier I                             | Mary Joe Fernández Martina Hingis (1)               | Lindsay Davenport Jana Novotná             | 7–5, 4–6, 6–1                      |
| 1998 | Tier I                             | Conchita Martínez Patricia Tarabini                 | Lisa Raymond Rennae Stubbs                 | 3–6, 6–4, 6–4                      |
| 1999 | Tier I                             | Jana Novotná (2) Elena Lichovceva                   | Barbara Schett Patty Schnyder              | 6–1, 6–4                           |
| 2000 | Tier I                             | Virginia Ruano Pascual (1) Paola Suárez (1)         | Conchita Martínez Patricia Tarabini        | 7–5, 6–3                           |
| 2001 | Tier I                             | Lisa Raymond (1) Rennae Stubbs (1)                  | Virginia Ruano Pascual Paola Suárez        | 5–7, 7–6(5), 6–3                   |
| 2002 | Tier I                             | Lisa Raymond (2) Rennae Stubbs (2)                  | Alexandra Fusai Caroline Vis               | 6–4, 3–6, 7–6(4)                   |
| 2003 | Tier I                             | Virginia Ruano Pascual (2) Paola Suárez (2)         | Janette Husárová Conchita Martínez         | 6–0, 6–3                           |
| 2004 | Tier I                             | Virginia Ruano Pascual (3) Paola Suárez (3)         | Martina Navrátilová Lisa Raymond           | 6–4, 6–1                           |
| 2005 | Tier I                             | Conchita Martínez (2) Virginia Ruano Pascual (4)    | Iveta Benešová Květa Peschke               | 6–1, 6–4                           |
| 2006 | Tier I                             | Lisa Raymond (3) Samantha Stosur                    | Virginia Ruano Pascual Meghann Shaughnessy | 3–6, 6–1, 6–1                      |
| 2007 | Tier I                             | Zi Yan Jie Zheng                                    | Peng Shuai Tiantian Sun                    | 7–5, 6–0                           |
| 2008 | Tier I                             | Katarina Srebotnik (1) Ai Sugiyama                  | Edina Gallovits Ol'ga Govorcova            | 6–2, 6–2                           |
| 2009 | Premier                            | Bethanie Mattek-Sands (1) Nadia Petrova (1)         | Liga Dekmeijere Patty Schnyder             | 6(5)–7, 6–2, [11–9]                |
| 2010 | Premier                            | Liezel Huber Nadia Petrova (2)                      | Vania King Michaëlla Krajicek              | 6–3, 6–4                           |
| 2011 | Premier                            | Sania Mirza (1) Elena Vesnina                       | Bethanie Mattek-Sands Meghann Shaughnessy  | 6–4, 6–4                           |
| 2012 | Premier                            | Anastasija Pavljučenkova Lucie Šafářová (1)         | Anabel Medina Garrigues Jaroslava Švedova  | 5–7, 6–4, [10–6]                   |
| 2013 | Premier                            | Kristina Mladenovic (1) Lucie Šafářová (2)          | Andrea Hlaváčková Liezel Huber             | 6–3, 7–6(6)                        |
| 2014 | Premier                            | Anabel Medina Garrigues Jaroslava Švedova           | Chan Hao-ching Chan Yung-jan               | 7–6(4), 6–2                        |
| 2015 | Premier                            | Martina Hingis (2) Sania Mirza (2)                  | Casey Dellacqua Darija Jurak               | 6–0, 6–4                           |
| 2016 | Premier                            | Caroline Garcia Kristina Mladenovic (2)             | Bethanie Mattek-Sands Lucie Šafářová       | 6–2, 7–5                           |
| 2017 | Premier                            | Bethanie Mattek-Sands (2) Lucie Šafářová (3)        | Lucie Hradecká Kateřina Siniaková          | 6–1, 4–6, [10–7]                   |
| 2018 | Premier                            | Alla Kudryavtseva Katarina Srebotnik (2)            | Andreja Klepač María José Martínez Sánchez | 6–3, 6–3                           |
| 2019 | Premier                            | Anna-Lena Grönefeld Alicja Rosolska                 | Irina Chromačëva Veronika Kudermetova      | 7–6(7), 6–2                        |
| 2020 | Sostituita da un torneo a squadre. | Sostituita da un torneo a squadre.                  | Sostituita da un torneo a squadre.         | Sostituita da un torneo a squadre. |
| 2021 | WTA 500                            | Nicole Melichar Demi Schuurs                        | Marie Bouzková Lucie Hradecká              | 6–2, 6–4                           |
| 2022 | WTA 500                            | Andreja Klepač Magda Linette                        | Lucie Hradecká Sania Mirza                 | 6–2, 4–6, [10–7]                   |
| 2023 | WTA 500                            | Danielle Collins Desirae Krawczyk                   | Giuliana Olmos Ena Shibahara               | 0–6, 6–4, [14–12]                  |
| 2024 | WTA 500                            | Ashlyn Krueger Sloane Stephens                      | Ljudmyla Kičenok Nadiia Kičenok            | 1–6, 6–3, [10–7]                   |
| 2025 | WTA 500                            | Jeļena Ostapenko Erin Routliffe                     | Caroline Dolehide Desirae Krawczyk         | 6–4, 6–2                           |

### Torneo a squadre
Il torneo del 2020 è stato riprogrammato da aprile a giugno dall'organizzatore del torneo Ben Navarro e dal direttore Bob Moran, ed è stato convertito in un evento in stile Coppa Laver per sedici giocatori.
L'evento è stato organizzato con un progetto di squadra da parte dei due capitani ed è stato condotto un format di sei giorni. Nella prima giornata erano previste quattro partite di singolare. Dal secondo al quinto giorno erano in programma tre partite di singolare e una di doppio. Il sesto giorno, tutte e quattro le partite erano di doppio. Alcune partite sono state rinviate a causa del maltempo.
Giocatori elencati con il loro record di vittorie-sconfitte e punti totali segnati.
| Punto | Risultato della partita                                                                            |
| ----- | -------------------------------------------------------------------------------------------------- |
| 0     | Perdente della partita                                                                             |
| 0,5   | Vincitore della partita di doppio della seconda giornata                                           |
| 1,0   | Vincitore della partita di singolo del primo o secondo giorno del doppio del terzo o quarto giorno |
| 1,5   | Vincitore della partita di doppio della quinta o sesta giornata                                    |
| 2,0   | Vincitore della partita in singolo del terzo o quarto giorno                                       |
| 3,0   | Vincitore della partita in singolo del quinto giorno                                               |

| Anno | Categorie | Vincitore | Finalista | Punteggio |
| ---- | --------- | --- | --- | --------- |
| 2020 | WTA Tour  | Bethanie Mattek-Sands(3-1/3,5) Sofia Kenin (3-1/3,5) Jennifer Brady (4-0/3) Eugenie Bouchard (2-2/3,5) Caroline Dolehide (1-3/1,5) Danielle Collins (1-3/2) Emma Navarro (1-3/1) Ajla Tomljanović (3-1/4,5) | Madison Keys (2-2/4) Viktoryja Azaranka (0-4/0) Sloane Stephens (3-1/4) Amanda Anisimova (3-1/2,5) Alison Riske (1-3/2) Shelby Rogers (2-2/4,5) Leylah Fernandez (2-2/2,5) Monica Puig (1-3/1,5) | 26-22     |

## Record

### Maggior numero di vittorie in singolare
- Chris Evert: 8 titoli
- /  Martina Navrátilová: 4 titoli
- Steffi Graf: 4 titoli

### Maggior numero di vittorie in doppio
- /  Martina Navrátilová: 7 titoli (con Billie Jean King, Rosemary Casals, Pam Shriver, Candy Reynolds, Lori McNeil, Hana Mandlíková e Arantxa Sánchez Vicario)
- Arantxa Sánchez Vicario: 4 titoli (con Navrátilová, Lori McNeil, Jana Novotná e Nataša Zvereva)
- Virginia Ruano Pascual: 4 titoli (3 con Paola Suárez, 1 con Conchita Martinez)
- Paola Suárez: 3 titoli (con Ruano Pascual)
- Lucie Šafářová: 3 titoli (con Anastasia Pavlyuchenkova, Kristina Mladenovic e Bethanie Mattek-Sands)

### Giocatrice vincitrice senza vincere uno Slam
- 1998: Amanda Coetzer
- 2006: Nadia Petrova
- 2007: Jelena Janković
- 2009: Sabine Lisicki
- 2014: Andrea Petković
- 2017: Dar'ja Kasatkina
- 2018: Kiki Bertens
- 2021 1: Veronika Kudermetova
- 2021 2: Astra Sharma
- 2022: Belinda Bencic
- 2023: Ons Jabeur
- 2024: Danielle Collins
- 2025: Jessica Pegula

### Vincitrici non teste di serie
- 2002: Iva Majoli
- 2005: Justine Henin
- 2017: Daria Kasatkina
- 2021 2: Astra Sharma
- 2024: Danielle Collins

### Vincitrice con più bassa testa di serie
- Sabine Lisicki (16)

### Vincitrice più giovane
- Steffi Graf e  Martina Hingis: 17 anni.